# Златари
Златари (болг. Златари) — село в Болгарии. Находится в Ямболской области, входит в общину Тунджа. Население составляет 190 человек.

## Политическая ситуация
В местном кметстве Златари, в состав которого входит Златари, должность кмета (старосты) исполняет Марин  Митев Апостолов (коалиция в составе 2 партий: Болгарская социалистическая партия (БСП) и Болгарская социал-демократия (БСД)) по результатам выборов.
Кмет (мэр) общины Тунджа — Георги Стоянов Георгиев (коалиция в составе 2 партий: Болгарская социалистическая партия (БСП) и Болгарская социал-демократия (БСД)) по результатам выборов.